# Jill Long Thompson
Jill Lynette Long Thompson (15 de juliol de 1952) és una política i educadora estatunidenca. Va ser congressista per Indiana i ensenya ètica com a professora clínica associada visitant a la Kelley School of Business i la School of Public and Environmental Affairs a la Universitat d'Indiana Bloomington. Fins al 2015 va ser directora de la junta i consellera delegada de Farm Credit Administration, càrrec pel qual va ser nomenada pel president Barack Obama el 2009. Long Thompson va completar el seu mandat el març de 2015. Va ser la primera persona de la seva família en graduar-se de la universitat, va rebre un B.S. Degree en administració d'empreses a la Universitat de Valparaiso i un MBA i PhD en negocis de la Universitat d'Indiana. És membre del Partit Demòcrata.
La seva carrera política va començar quan va ser elegida al consell de la ciutat de Valparaiso el 1983. Va ser elegida a la Cambra de Representants dels Estats Units el 1989, i va representar el districte republicà per tres mandats. El 1995, el president Bill Clinton la va nominar per ser Sotssecretària d'Agricultura pel Desenvolupament Rural.
Es va presentar a congressista per Indiana el 2002 i va guanyar les primàries demòcrates però va perdre contra el republicà Chris Chocola.
El 2008 es va presentar a les eleccions a governador d'Indiana, va guanyar les primàries demòcrates però va perdre contra el republicà Mitch Daniels per un 18% dels vots l'any que Barack Obama va ser el primer demòcrata en guanyar Indiana a les eleccions presidencials des de Lyndon B. Johnson.